# Day of the Evil Gun
Day of the Evil Gun (en español, Las pistolas del infierno) es una película estadounidense de 1968 del género western dirigida y producida por Jerry Thorpe y protagonizada por Glenn Ford y Arthur Kennedy.

## Argumento
Al regresar a la que fue su casa, después de tres años de ausencia, Lorn Warfield (Glenn Ford) encuentra su rancho saqueado y se entera de que su esposa, sus dos hijas y la esposa del pastor han sido raptadas por los apaches. Decidido a recuperarlas, contará con la ayuda de un granjero vecino suyo, Owen Forbes (Arthur Kennedy), sin sospechar que este es amante de su esposa. Tras obtener información del excéntrico guía Jimmy Noble (Dean Jagger), los dos hombres salen en busca de los indios. Sin embargo, las numerosas dificultades que deberán superar por el camino revelarán la auténtica naturaleza de los héroes...

## Reparto
- Glenn Ford: Lorn Warfield
- Arthur Kennedy: Owen Forbes
- Dean Jagger: Jimmy Noble
- John Anderson: Capitán Jefferson Addis
- Paul Fix: Sheriff Kelso
- Nico Minardos: José Luis Gómez de la Tierra y Córdoba De León
- Harry Dean Stanton: Sargento Parker
- Pilar Pellicer: Lydia Yearby
- Parley Baer: Willford
- Royal Dano: Dr. Eli Prather
- Ross Elliott: Reverendo Yearby
- Barbara Babcock: Angie Warfield